# Яковлев, Владимир Егорович
Владимир Егорович Яковлев (род. 8 марта 1959 года, Москва, СССР), после репатриации в Израиль - Владимир Яковлев-Вайнер — российский журналист, медиаменеджер, публицист и блогер.
Основатель, первый главный редактор, генеральный директор и владелец издательского дома «Коммерсантъ».

## Биография

### Ранние годы
Сын известного советского журналиста Егора Владимировича Яковлева и внук чекиста Владимира Ивановича Яковлева.
В 1981 году окончил международное отделение факультета журналистики Московского государственного университета имени М. В. Ломоносова.

### Карьера
После распределения работал в газете «Советская Россия», журнале «Работница», еженедельнике «Собеседник», до 1988 года работал корреспондентом журнала «Огонёк».
С 15 июня 1988 года — основатель и председатель правления информационного кооператива «Факт» (создан совместно с Глебом Павловским). Первоначально организация была создана в формате информационно-справочной службы с целью «снабжать своих потенциальных читателей — членов набиравшего в те годы размах кооперативного движения — фактами: контактной информацией, справочной литературой, текстами нормативных актов и документов».
В 1989 году по предложению вице-президента Союза кооператоров СССР «Факт» Артёма Тарасова Владимир Яковлев вместе с Глебом Павловским запускает независимое информационное агентство «Постфактум» и газету «Коммерсантъ». Нулевой (пилотный) номер тогда ещё еженедельной газеты вышел в августе 1989 года.
С 1989 года по 1999 год — основной владелец и руководитель газеты «Коммерсантъ», ставшей основой одноименного Издательского дома. С 1992 года Яковлев, являясь владельцем контрольного пакета акций, занял пост председателя правления ЗАО «КоммерсантЪ» (до 1992 года Владимир занимал пост главного редактора газеты).
Параллельно Владимир Яковлев занимался новыми проектами, такими как журнал «Домовой», в который он звал известного журналиста Валерия Дранникова, но они не получили такой известности, как «Коммерсантъ».
В 1999 году 100 % акций издательского дома «Коммерсантъ» были приобретены Борисом Березовским и Бадри Патаркацишвили. В 2006 году «Коммерсантъ» выкупил Алишер Усманов, год спустя акции ИД были переведены на баланс «Коммерсантъ-Холдинга». Среди активов издательского дома были газета «Коммерсантъ», журналы «Деньги», «Власть», «Огонёк», «Автопилот», «Секрет фирмы», Weekend, Citizen K, радиостанция «Коммерсантъ FM» и телеканал «Коммерсантъ ТВ».
В 2007 году Владимир Яковлев стал генеральным директором компании «Стрим-контент», которая занималась производством контента для кабельного телевидения (входила в АФК Систему, сейчас ЗАО «Телекомпания „СТРИМ“»).
С 2007 года — член Совета директоров «Системы массмедиа», входящей в АФК Система, в этом же году основал компанию «Контент-бюро».
В 2008 году совместно с миллиардером Михаилом Прохоровым создал медиагруппу «Живи!». Цель компании — «запуск и управление инновационными медиапроектами». ООО «Контент-бюро Владимира Яковлева» выступило в качестве учредителя компании, при этом ОНЭКСИМу принадлежало более 90 % активов. Основными проектами компании стали журнал и интернет-проект «Сноб», проект о здоровом образе жизни «Живи!», включающий одноименные телеканал, сайт и клуб; газета и сайт F5, а также журнал «Русский пионер». В конце 2011 года Владимир Яковлев ушел с поста главного редактора проекта «Сноб» и президента медиагруппы «Живи!». Его сменил главный редактор русскоязычного GQ Николай Усков. По словам Ускова, смена руководства не была связана с политическими планами владельца группы Михаила Прохорова. По информации сетевого издания meduza.io его уход связан с нечистоплотностью в финансовых делах, уголовное дело не возбуждалось по желанию собственника медиа компании Михаила Прохорова.
В 2010 году Владимир подписался под открытым письмом президенту Российской Федерации с требованием скорейшего раскрытия преступлений против журналистов. Открытое письмо также подписали главные редакторы «Новой газеты», «Forbes.ru», «Русского репортера» и др.
В 2011 году Владимир Яковлев публично выступил в защиту журналиста Максима Ковальского. По мнению Яковлева, журналист был уволен из-за публикации статьи, «которая может не понравиться власти»..
В мае 2012 года Владимир запустил новый проект под названием «Возраст счастья». Проект посвящён активной старости и развивается на русском и английском языках.

### Личная жизнь
В 2014 году репатриировался в Израиль, считает своим домом Тель-Авив, также часто проживает в Германии.
Сам Владимир Яковлев сообщает о себе, что в конце 1990-х был увлеченным адептом эзотерического учения Карлоса Кастанеды и что для большего погружения в учение уехал из России и жил какое-то время в Лос-Анджелесе.

## Мнения
Ему приписывается авторство термина Global Russians.
Журналист принадлежит к плеяде перестроечных публицистов, сформировавших новояз 90-х:

Это молодое поколение — в основном дети тех самых шестидесятников Владимир Яковлев, Артём Боровик, Дмитрий Лиханов, Евгений Додолев, Александр Любимов, — уже берёт своё. Представители недавней «золотой молодёжи», выросшие в огромных квартирах или проведшие отрочество за границей, молодые выпускники международного отделения журфака МГУ, они начинают делать погоду на телевидении и в прессе. Отличные стартовые возможности и врождённое отсутствие страха позволяет им в течение полугода растабуировать все запретные темы и посетить все горячие точки, куда прежде не ступала нога советского журналиста.

## Книги
- [www.mann-ivanov-ferber.ru/books/special/age-of-happiness/ Возраст счастья]. — М.: Манн, Иванов и Фербер, 2012. — 336 с. — ISBN 978-5-91657-526-2.
- [www.mann-ivanov-ferber.ru/books/zahotela_i_smogla/ Захотела и смогла]. — М.: Манн, Иванов и Фербер, 2013. — 168 с. — ISBN 978-5-91657-982-6.
- [www.mann-ivanov-ferber.ru/books/zdorovee_budesh/ Здоровее будешь]. — М.: Манн, Иванов и Фербер, 2013. — 168 с. — ISBN 978-5-91657-983-3.

## Награды
- Благодарность Президента Российской Федерации (25 июля 1996 года) — за активное участие в организации и проведении выборной кампании Президента Российской Федерации в 1996 году[32].
- Человек года в номинации «Журналистика» по версии ФЕОР (2010 год)[33][34].